# Tayug
Tayug ist eine Stadtgemeinde in der philippinischen Provinz Pangasinan. 
Durch das Gemeindegebiet, welches in einer Ebene liegt, fließen die Flüsse Agno und Cabitongan. Wie in den meisten Teilen Pangasinans ist auch hier die Landwirtschaft der wichtigste Erwerbszweig. 

## Baranggays
Tayug ist in folgende 21 Baranggays aufgeteilt:
| - Agno - Amistad - Barangay A - Barangay B - Barangay C - Barangay D - Barangobong - Carriedo - C. Lichauco - Evangelista - Guzon | - Lawak - Legaspi - Libertad - Magallanes - Panganiban - Saleng - Santo Domingo - Toketec - Trenchera - Zamora |